# Armadillidium simoni
Armadillidium simoni là một loài chân đều trong họ Armadillidiidae. Loài này được Dollfus miêu tả khoa học năm 1887.